# Zeigermessgerät

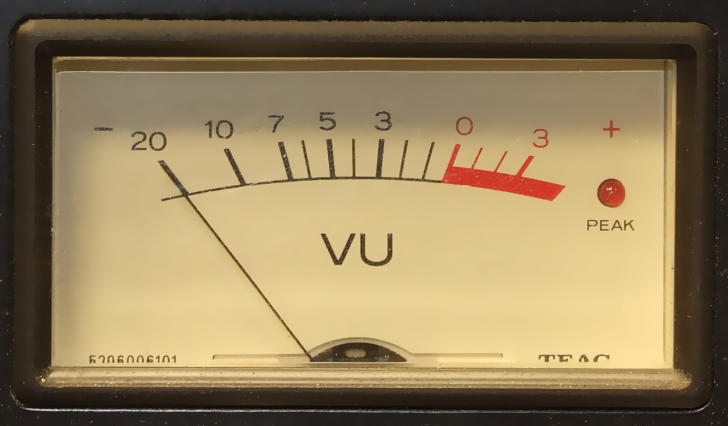
Analoges vu-Meter zur Aussteuerungs-Kontrolle bei Tonaufnahmen

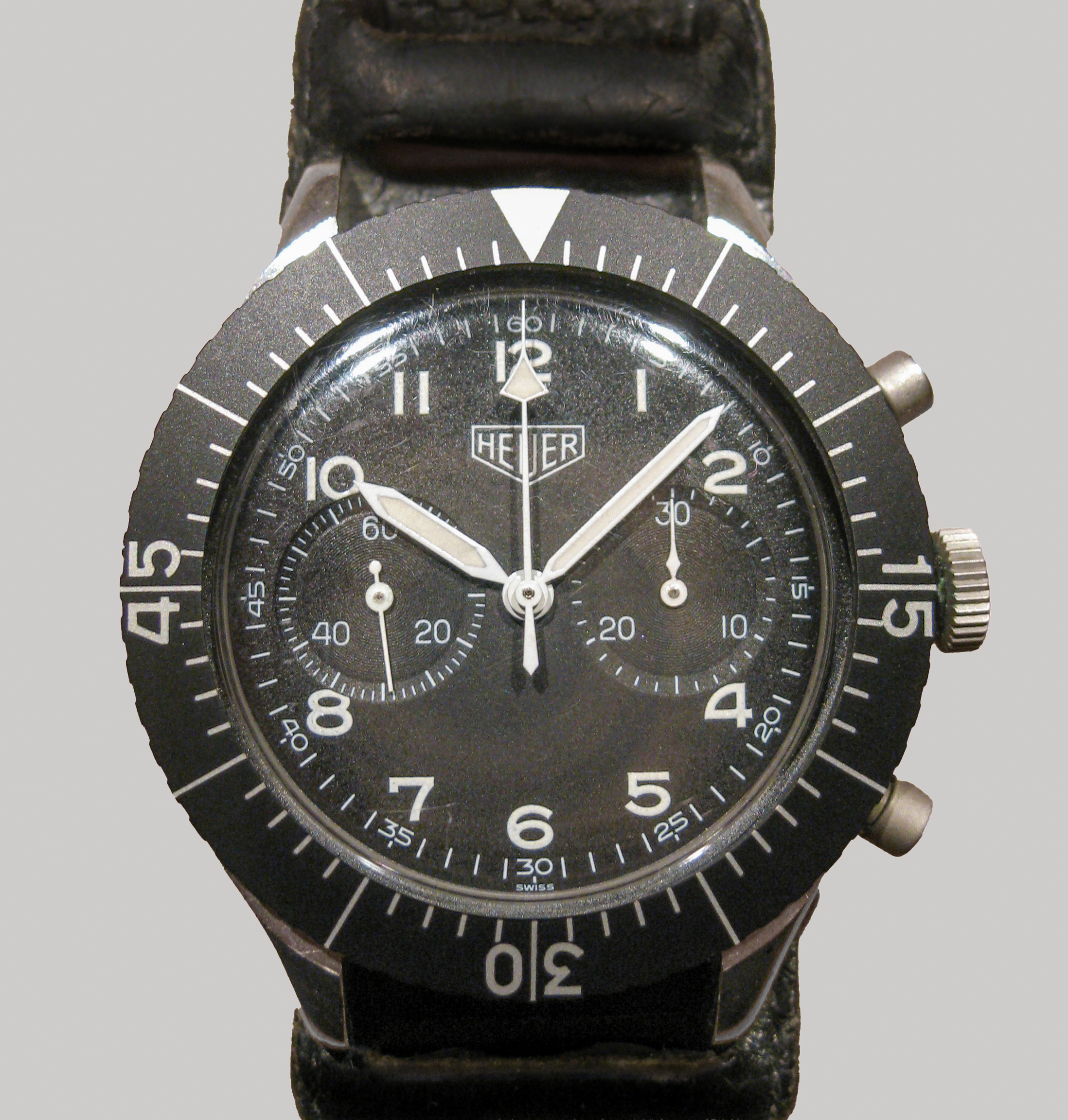
Chronograph mit Stoppuhrfunktion, frühere Dienstuhr der Deutschen Luftwaffe

Ein Zeigermessgerät (frühere Bezeichnung Zeigerinstrument) ist ein Messgerät, welches einen oder mehrere Zeiger zur Darstellung von Messwerten mittels Skale benutzt. Fast ausschließlich handelt es sich dabei um ein Analogmessgerät. Bekanntestes Beispiel ist die Zeigeruhr zur Messung der Zeit.
Andererseits sind Bahnhofsuhren mit Minutenzeiger, aber ohne Sekundenzeiger digitale Messgeräte mit dem typischen Kennzeichen, dass Einzelheiten unter einem Schritt nicht auflösbar sind. (Schritte im Sekundenzeiger einer Armbanduhr ändern sich zu schnell, als dass gegenüber einem kontinuierlich drehenden Zeiger etwas anderes ablesbar wäre).
Der Zeiger kann beweglich vor einer feststehenden Skale sein oder fest vor einer beweglichen Skale. Beide können auch durch Lichtprojektion (vergrößerte Abbildung der Skale und Lichtzeiger) gebildet werden. Siehe auch Spiegelgalvanometer.

## Beispiele

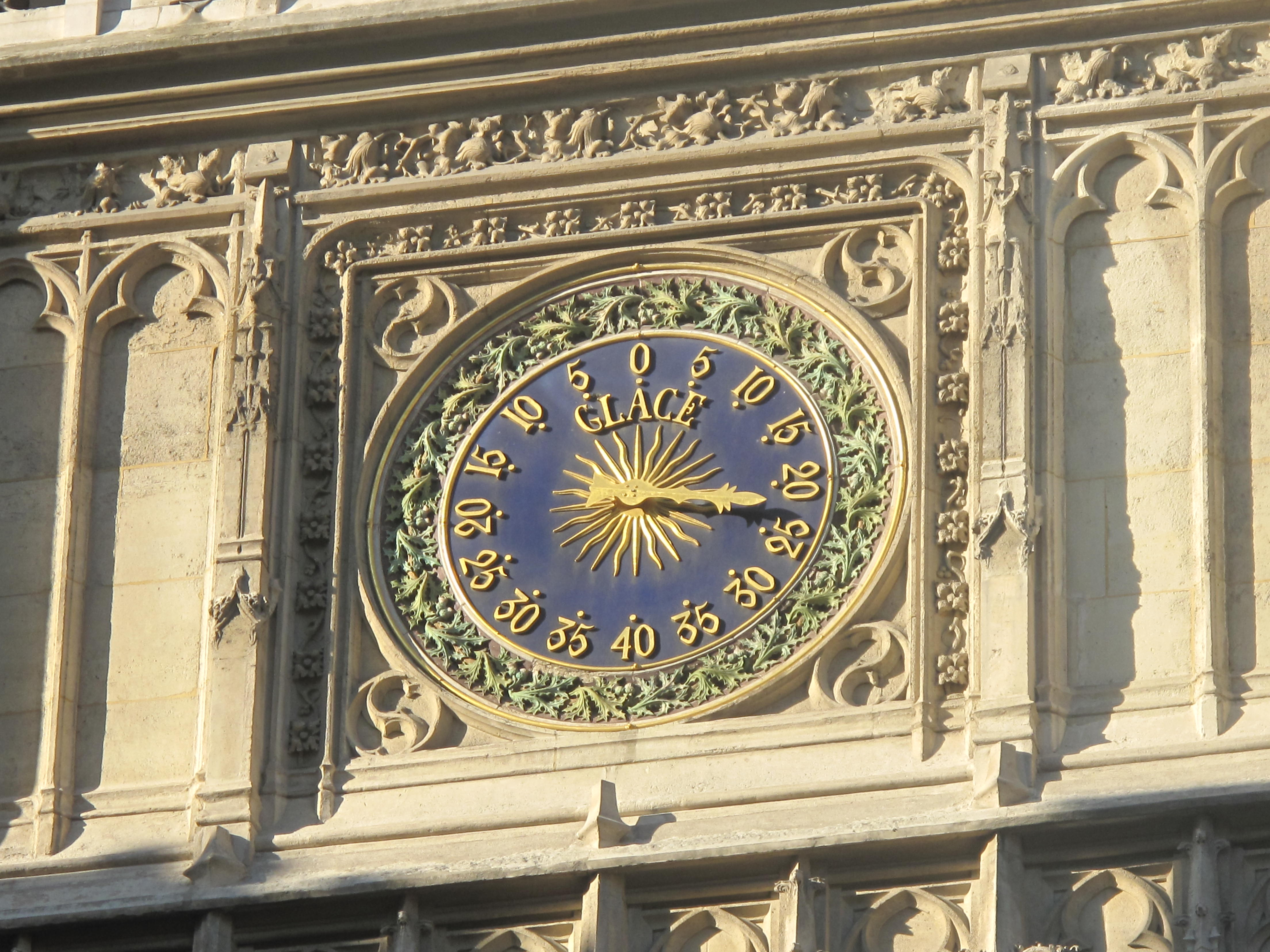
Zeigerthermometer

- Kompass mit Magnetnadel, Anzeigen von Kreiselkompassen
- Bimetallthermometer, Flüssigkeitsthermometer
- Haar-Hygrometer
- Dosen-Barometer
- Wirbelstrom-Tachometer sowie Tachometer-Anzeigen in Kraftfahrzeugen
- Strommessgerät, Spannungsmessgerät, soweit mit Drehspulmesswerk oder Dreheisenmesswerk betrieben
- Vollmechanische Waagen
- In Kraftfahrzeugen:
  - Tachometer
  - Drehzahlmesser
  - Tankanzeige
  - Kühlmittel-Temperaturanzeige
- Zeitsynchronisiertes Zeigermessgerät

Alternativen zum Zeigermessgerät sind Messgeräte, die ihre Information ausgeben durch eine
- Anzeige in Form einer Ziffernanzeige
- beliebige physikalische Größe als Messsignal, z. B. Einheitssignal in der Automatisierungstechnik
- Darstellung auf einem Datenträger zur späteren Auswertung oder zur Dokumentation von Prozessabläufen

## Vorteile, Nachteile

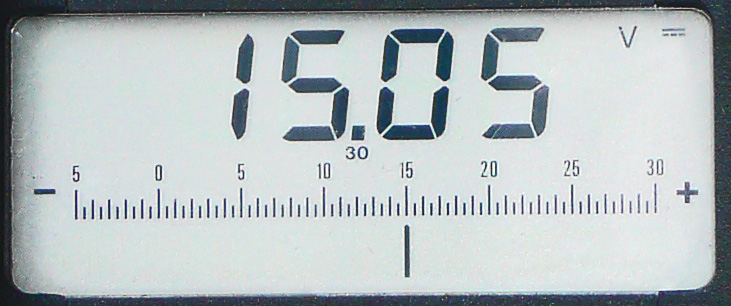
Anzeigefeld eines Labor-Messgerätes:
Ziffernanzeige kombiniert mit Skalenanzeige, letztere mit elektronisch ausgebildetem Zeiger

Der Vorteil von Zeigermessgeräten liegt in deren Ablesbarkeit „auf einen Blick“, das heißt, der Messwert und dessen Änderungstendenz können sofort erkannt werden.

Nachteilig sind Ungenauigkeiten bei der numerischen Ablesung, die zwar durch eine Spiegelskale oder einen Lichtzeiger vermindert werden können, jedoch nicht die Auflösung einer mehrstelligen Ziffernanzeige erreichen können.
Bei den anzeigenden Geräten werden je nach Erfordernis Messgeräte mit Skalenanzeige wegen ihrer größeren Anschaulichkeit oder Messgeräte mit Ziffernanzeige wegen ihrer leichteren numerischen Ablesbarkeit bevorzugt. Manche  digitalen Multimeter besitzen in ihrem Flüssigkristall-Display beides; zusätzlich zur numerischen Anzeige ist eine Bargraph-Anzeige vorhanden.